# Eisner-díj a legjobb minisorozatnak
Ebben a listában az Eisner-díj „legjobb minisorozat” kategóriájának jelöltjei és nyertesei találhatóak.
| Év   | Sorozat                                                 | Alkotók                                                                                         | Kiadó                                |
| ---- | ------------------------------------------------------- | ----------------------------------------------------------------------------------------------- | ------------------------------------ |
| 2013 | A kategóriában nem osztottak díjat                      | A kategóriában nem osztottak díjat                                                              | A kategóriában nem osztottak díjat   |
| 2012 | Atomic Robo and the Ghost of Station X                  | Brian Clevinger (író) és Scott Wegener (rajzoló)                                                | Red 5                                |
| 2012 | Criminal: The Last of the Innocent                      | Ed Brubaker (író) és Sean Phillips (rajzoló)                                                    | Marvel Icon                          |
| 2012 | Flashpoint: Batman - Knight of Vengeance                | Brian Azzarello (író) és Eduardo Risso (rajzoló)                                                | DC Comics                            |
| 2012 | The New York Five                                       | Brian Wood (író) és Ryan Kelly (rajzoló)                                                        | Vertigo                              |
| 2012 | Who Is Jake Ellis?                                      | Nathan Edmondson (író) és Tonci Zonjic (rajzoló)                                                | Image Comics                         |
| 2011 | Baltimore: The Plague Ships                             | Mike Mignola és Christopher Golden (írók), valamint Ben Stenbeck (rajzoló)                      | Dark Horse Comics                    |
| 2011 | Cinderella: From Fabletown with Love                    | Chris Roberson (író) és Shawn McManus (rajzoló)                                                 | Vertigo                              |
| 2011 | Daytripper                                              | Gabriel Bá (író) és Fábio Moon (író és rajzoló)                                                 | Vertigo                              |
| 2011 | Joe the Barbarian                                       | Grant Morrison (író) és Sean Murphy (rajzoló)                                                   | Vertigo                              |
| 2011 | Stumptown                                               | Greg Rucka (író) és Matthew Southworth (rajzoló)                                                | Oni Press                            |
| 2010 | Blackest Night                                          | Geoff Johns (író) és Ivan Reis                                                                  | DC Comics                            |
| 2010 | Incognito                                               | Ed Brubaker (író) és Sean Phillips (rajzoló)                                                    | Icon Comics                          |
| 2010 | Pluto: Urasawa X Tezuka                                 | Uraszava Naoki és Nagaszaki Takasi                                                              | Viz Media                            |
| 2010 | Wolverine 66–72. és Wolverine Giant-Size: Old Man Logan | Mark Millar (író) és Steve McNiven (rajzoló)                                                    | Marvel Comics                        |
| 2010 | The Wonderful Wizard of Oz                              | Eric Shanower (író) és Skottie Young (rajzoló)                                                  | Marvel Comics                        |
| 2009 | Groo: Hell on Earth                                     | Sergio Aragonés (író és rajzoló) és Mark Evanier                                                | Dark Horse Comics                    |
| 2009 | Hellboy: The Crooked Man                                | Mike Mignola (író) és Richard Corben (rajzoló)                                                  | Dark Horse Comics                    |
| 2009 | Locke and Key                                           | Joe Hill (író) és Gabriel Rodriguez (rajzoló)                                                   | IDW Publishing                       |
| 2009 | Omega the Unknown                                       | Jonathan Lethem és Karl Rusnak (írók), valamint Farel Dalrymple (rajzoló)                       | Marvel Comics                        |
| 2009 | The Twelve                                              | J. Michael Straczynski (író) és Chris Weston (rajzoló)                                          | Marvel Comics                        |
| 2008 | Atomic Robo                                             | Brian Clevinger (író) és Scott Wegener (rajzoló)                                                | Red 5 Comics                         |
| 2008 | Dark Tower: The Gunslinger Born                         | Stephen King eredeti műve alapján Peter David és Robin Furth (írók), valamint Jae Lee (rajzoló) | Marvel Comics                        |
| 2008 | Nightly News                                            | Jonathan Hickman                                                                                | Image Comics                         |
| 2008 | Parade (with Fireworks)                                 | Michael Cavallaro                                                                               | Shadowline                           |
| 2008 | The Umbrella Academy                                    | Gerard Way (író) és Gabriel Bá (rajzoló)                                                        | Dark Horse Comics                    |
| 2007 | Batman: Year 100                                        | Paul Pope                                                                                       | DC Comics                            |
| 2007 | Hatter M: The Looking Glass Wars                        | Frank Beddor és Liz Cavalier (írók), valamint Ben Templesmith (rajzoló)                         | Image Comics és Desperado Publishing |
| 2007 | The Other Side                                          | Jason Aaron (író) és Cameron Stewart (rajzoló)                                                  | Vertigo                              |
| 2007 | Scarlet Traces: The Great Game                          | Ian Edginton (író) és D’Israeli (rajzoló)                                                       | Dark Horse Comics                    |
| 2007 | Sock Monkey: The Inches Incident                        | Tony Millionaire                                                                                | Dark Horse Comics                    |
| 2006 | Nat Turner                                              | Kyle Baker                                                                                      | Kyle Baker Publishing                |
| 2006 | Ocean                                                   | Warren Ellis (író) és Chris Sprouse (rajzoló)                                                   | Wildstorm                            |
| 2006 | Seven Soldiers                                          | Grant Morrison (író) és mások                                                                   | DC Comics                            |
| 2006 | Smoke                                                   | Alex de Campi (író) és Igor Kordey (rajzoló)                                                    | IDW Publishing                       |
| 2005 | DC: The New Frontier                                    | Darwyn Cooke                                                                                    | DC Comics                            |
| 2005 | Demo                                                    | Brian Wood (író) és Becky Cloonan (rajzoló)                                                     | AiT/Planet Lar                       |
| 2005 | 30 Days of Night: Return to Barrow                      | Steve Niles (író) és Ben Templesmith (rajzoló)                                                  | IDW Publishing                       |
| 2005 | We3                                                     | Grant Morrison (író) és Frank Quitely (rajzoló)                                                 | Vertigo                              |
| 2005 | Wanted                                                  | Mark Millar (író) és J. G. Jones (rajzoló)                                                      | Top Cow és Image Comics              |
| 2004 | Arrowsmith                                              | Kurt Busiek (író) és Carlos Pacheco (rajzoló)                                                   | Wildstorm                            |
| 2004 | Empire                                                  | Mark Waid (író) és Barry Kitson (rajzoló)                                                       | DC Comics                            |
| 2004 | Global Frequency                                        | Warren Ellis (író) és mások                                                                     | Wildstorm                            |
| 2004 | JSA: The Unholy Three                                   | Dan Jolley (író) és Tony Harris (író és rajzoló)                                                | DC Comics                            |
| 2004 | Superman: Red Son                                       | Mark Millar (író), valamint Dave Johnson és Kilian Plunkett (rajzolók)                          | DC Comics                            |
| 2004 | Unstable Molecules                                      | James Sturm (író és rajzoló), valamint Guy Davis (rajzoló)                                      | Marvel Comics                        |
| 2003 | Courtney Crumrin and the Night Things                   | Ted Naifeh                                                                                      | Oni Press                            |
| 2003 | Hellboy: Third Wish                                     | Mike Mignola                                                                                    | Dark Horse Comics                    |
| 2003 | The League of Extraordinary Gentlemen, Volume 2         | Alan Moore (író) és Kevin O’Neill (rajzoló)                                                     | America’s Best Comics                |
| 2002 | Enemy Ace: War in Heaven                                | Garth Ennis (író), valamint Christian Alamy és Russ Heath (rajzolók)                            | DC Comics                            |
| 2002 | Hellboy: Conqueror Worm                                 | Mike Mignola                                                                                    | Dark Horse Maverick                  |
| 2002 | Hopeless Savages                                        | Jen Van Meter (író), valamint Christine Norrie és Chynna Clugston-Major (rajzolók)              | Oni Press                            |
| 2002 | Rose                                                    | Jeff Smith (író) és Charles Vess (rajzoló)                                                      | Cartoon Books                        |
| 2002 | Scary Godmother: Ghouls Out for Summer                  | Jill Thompson                                                                                   | Sirius Entertainment                 |
| 2001 | Blue Monday: The Kids Are Alright                       | Chynna Clugston                                                                                 | Oni Press                            |
| 2001 | Breakfast After Noon                                    | Andi Watson                                                                                     | Oni Press                            |
| 2001 | Fortune and Glory                                       | Brian Michael Bendis                                                                            | Oni Press                            |
| 2001 | The Ring of the Nibelung                                | P. Craig Russell (író) és Patrick Mason (író és rajzoló)                                        | Dark Horse Maverick                  |
| 2001 | Sock Monkey, Volume 3                                   | Tony Millionaire                                                                                | Dark Horse Maverick                  |
| 2000 | Clan Apis                                               | Jay Hosler                                                                                      | Active Synapse                       |
| 2000 | Heart of Empire                                         | Bryan Talbot                                                                                    | Dark Horse Comics                    |
| 2000 | Heavy Liquid                                            | Paul Pope                                                                                       | Vertigo                              |
| 2000 | Scene of the Crime                                      | Ed Brubaker (író) és Michael Lark (rajzoló)                                                     | Vertigo                              |
| 2000 | Whiteout: Melt                                          | Greg Rucka (író) és Steve Lieber (rajzoló)                                                      | Oni Press                            |
| 1999 | Grendel: Black, White and Red                           | Matt Wagner (író) és mások                                                                      | Dark Horse Comics                    |
| 1999 | Justice League of America: The Nail                     | Alan Davis                                                                                      | DC Comics                            |
| 1999 | Superman for All Seasons                                | Jeph Loeb (író) és Tim Sale (rajzoló)                                                           | DC Comics                            |
| 1999 | 300                                                     | Frank Miller                                                                                    | Dark Horse Comics                    |
| 1999 | Whiteout                                                | Greg Rucka (író) és Steve Lieber (rajzoló)                                                      | Oni Press                            |
| 1998 | Batman: The Long Halloween                              | Jeph Loeb (író) és Tim Sale (rajzoló)                                                           | DC Comics                            |
| 1998 | Destiny: A Chronicle of Deaths Foretold                 | Alisa Kwitney (író) és mások                                                                    | Vertigo                              |
| 1998 | The Land of Nod                                         | Jay Stephens                                                                                    | Dark Horse Comics                    |
| 1998 | Red Rocket 7                                            | Mike Allred                                                                                     | Dark Horse Comics                    |
| 1998 | Terminal City: Aerial Graffiti                          | Dean Motter (író) és Michael Lark (rajzoló)                                                     | Vertigo                              |
| 1998 | Uncle Sam                                               | Steve Darnall (író) és Alex Ross (rajzoló)                                                      | Vertigo                              |
| 1997 | Age of Reptiles: The Hunt                               | Ricardo Delgado                                                                                 | Dark Horse Comics                    |
| 1997 | Batman: Black and White                                 | számos alkotó                                                                                   | DC Comics                            |
| 1997 | Death: The Time of Your Life                            | Neil Gaiman (író), valamint Chris Bachalo és Mark Buckingham (rajzolók)                         | Vertigo                              |
| 1997 | Gon                                                     | Tanaka Maszasi                                                                                  | Paradox Press                        |
| 1997 | Kingdom Come                                            | Mark Waid (író) és Alex Ross (rajzoló)                                                          | DC Comics                            |
| 1997 | The System                                              | Peter Kuper                                                                                     | Vertigo                              |
| 1997 | Terminal City                                           | Dean Motter (író) és Michael Lark (rajzoló)                                                     | Vertigo                              |
| 1996 | Chiaroscuro: The Private Lives of Leonardo da Vinci     | Dave Rawson és Pat McGreal (írók), valamint Chas Truog (rajzoló)                                | Vertigo                              |
| 1996 | Father and Son                                          | Jeff Nicholson                                                                                  | Kitchen Sink Press                   |
| 1996 | Nexus: The Wages of Sin                                 | Mike Baron (író) és Steve Rude (rajzoló)                                                        | Dark Horse Comics                    |
| 1996 | Sin City: The Big Fat Kill                              | Frank Miller                                                                                    | Dark Horse Comics                    |
| 1995 | Concrete: Killer Smile                                  | Paul Chadwick                                                                                   | Dark Horse Comics                    |
| 1995 | Sin City: A Dame to Kill For                            | Frank Miller                                                                                    | Dark Horse Comics                    |
| 1995 | The Tale of One Bad Rat                                 | Bryan Talbot                                                                                    | Dark Horse Comics                    |
| 1995 | Witchcraft                                              | James Robinson (író), Teddy Kristiansen (rajzoló) és mások                                      | Vertigo                              |
| 1994 | Daredevil: The Man without Fear                         | Frank Miller (író) és John Romita, Jr. (rajzoló)                                                | Marvel Comics                        |
| 1994 | Death: The High Cost of Living                          | Neil Gaiman (író) és Chris Bachalo (rajzoló)                                                    | Vertigo                              |
| 1994 | The Golden Age                                          | James Robinson (író) és Paul Smith (rajzoló)                                                    | DC Comics                            |
| 1994 | Jonah Hex: Two-Gun Mojo                                 | Joe R. Lansdale (író) és Timothy Truman (rajzoló)                                               | Vertigo                              |
| 1994 | Marvels                                                 | Kurt Busiek (író) és Alex Ross (rajzoló)                                                        | Marvel Comics                        |
| 1993 | Cages                                                   | Dave McKean (író és rajzoló), valamint Clare Haythornthwaite (rajzoló)                          | Tundra Publishing                    |
| 1993 | Cereal Killings                                         | James Sturm                                                                                     | Fantagraphics Books                  |
| 1993 | Deadface: Earth, Water, Air, and Fire                   | Eddie Campbell                                                                                  | Dark Horse Comics                    |
| 1993 | Grendel: War Child                                      | Matt Wagner (író) és Patrick McEown (rajzoló)                                                   | Dark Horse Comics                    |
| 1993 | Madman                                                  | Michael D. Allred                                                                               | Tundra Publishing                    |
| 1993 | The Maximortal                                          | Rick Veitch                                                                                     | King Hell és Tundra Publishing       |
| 1992 | Billi 99                                                | Sarah Byam (író) és Tim Sale (rajzoló)                                                          | Dark Horse Comics                    |
| 1992 | Books of Magic                                          | Neil Gaiman (író) és mások                                                                      | DC Comics                            |
| 1992 | Brat Pack                                               | Rick Veitch                                                                                     | King Hell és Tundra Publishing       |
| 1992 | Concrete: Fragile Creature                              | Paul Chadwick                                                                                   | Dark Horse Comics                    |
| 1992 | David Chelsea In Love                                   | David Chelsea                                                                                   | Eclipse Comics                       |
| 1991 | Give Me Liberty                                         | Frank Miller (író) és Dave Gibbons (rajzoló)                                                    | Dark Horse Comics                    |
| 1991 | The Hobbit                                              | Chuck Dixon (író) és David Wenzel (rajzoló)                                                     | Eclipse Comics                       |
| 1991 | The Last American                                       | Alan Grant és John Wagner (írók), valamint Michael McMahon (rajzolók)                           | Epic Comics                          |
| 1991 | The Magic Flute                                         | P. Craig Russell                                                                                | Eclipse Comics                       |
| 1991 | Tapping the Vein                                        | Clive Barker (író) és mások                                                                     | Eclipse Comics                       |
| 1990 | Nem osztottak díjat                                     | Nem osztottak díjat                                                                             | Nem osztottak díjat                  |
| 1989 | Jezebel Jade                                            | William Messner-Loebs (író) és Adam Kubert (rajzoló)                                            | Comico Comics                        |
| 1989 | Scarlet in Gaslight                                     | Martin Powell és Wayne R. Smith (írók), valamint Seppo Makinen                                  | Eternity Comics                      |
| 1989 | Silver Surfer                                           | Stan Lee (író) és Jean Giraud (rajzoló)                                                         | Marvel Comics                        |
| 1988 | Elektra: Assassin                                       | Frank Miller (író) és Bill Sienkiewicz (rajzoló)                                                | Marvel Comics                        |
| 1988 | Green Arrow: The Longbow Hunters                        | Mike Grell (író és rajzoló), valamint Lurene Haines (rajzoló)                                   | DC Comics                            |
| 1988 | Jonny Quest Classics                                    | Doug Wildey                                                                                     | Comico Comics                        |
| 1988 | Kafka                                                   | Steven Seagle (író) és Stefano Gaudiano (rajzoló)                                               | Renegade Press                       |
| 1988 | Valkyrie                                                | Chuck Dixon (író) és Paul Gulacy (rajzoló)                                                      | Eclipse Comics                       |
| 1988 | Watchmen                                                | Alan Moore (író) és Dave Gibbons (rajzoló)                                                      | DC Comics                            |